# Ghana ved sommer-OL 2020
Ghana deltager under Sommer-OL 2020 i Tokyo som bliver afviklet i perioden 23. juli til 8. august 2021.

## Medaljer
| 2020 Tokyo | Guld | Sølv | Bronze | Total |
| Ghana      | 0    | 0    | 1      | 1     |

### Medaljevinderne
| Ghana under sommer-OL 2020 i Tokyo | Ghana under sommer-OL 2020 i Tokyo | Ghana under sommer-OL 2020 i Tokyo | Ghana under sommer-OL 2020 i Tokyo | Ghana under sommer-OL 2020 i Tokyo |
| Medalje                            | Navn                               | Sport                              | Event                              | Dato                               |
| ---------------------------------- | ---------------------------------- | ---------------------------------- | ---------------------------------- | ---------------------------------- |
| Bronze                             | Samuel Takyi                       | Boksning                           | Mænds fjervægt                     | 3. august                          |